# Khorixas

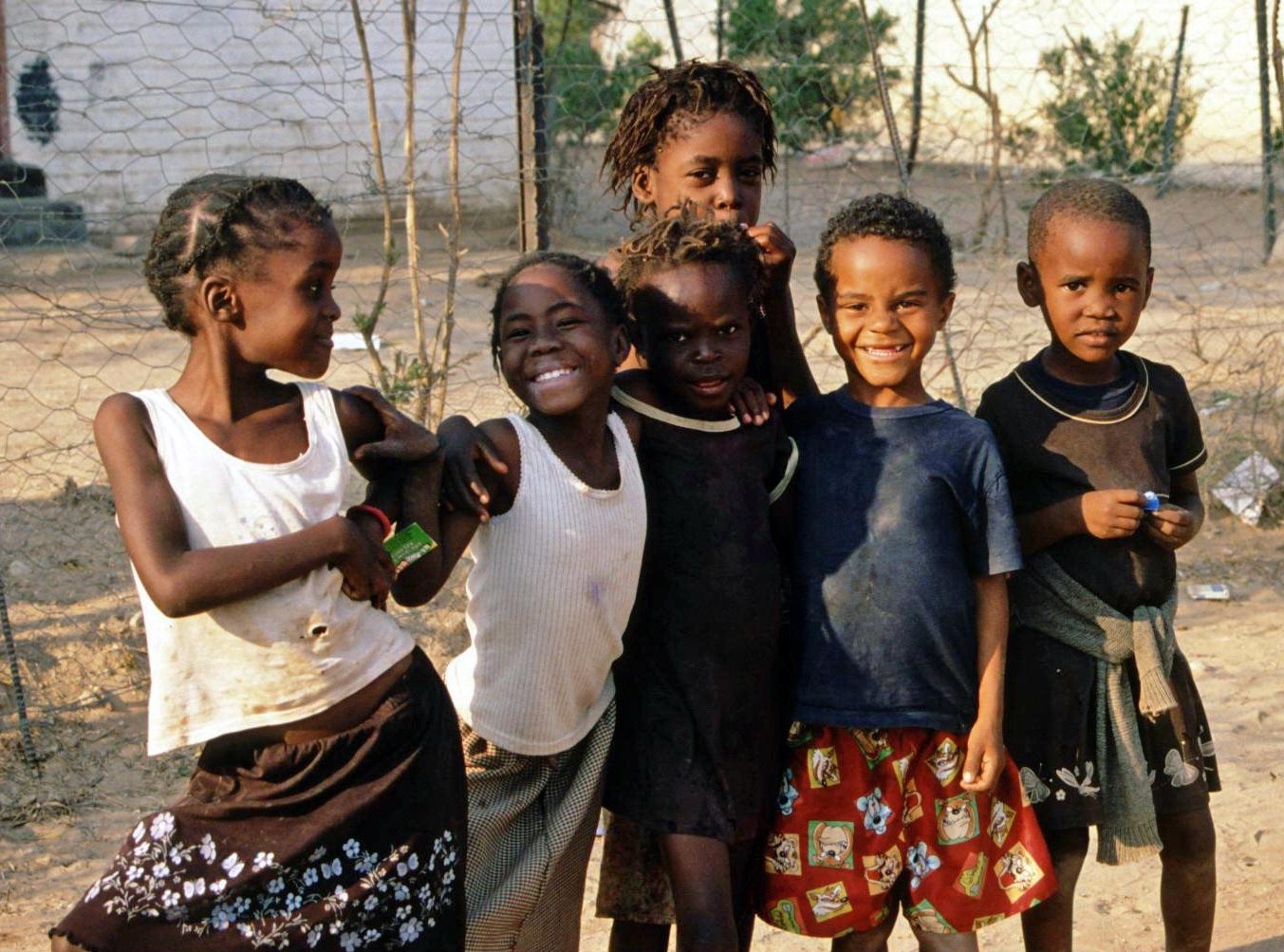
Crianças em Khorixas

Khorixas é um povoado no distrito do mesmo nome na região administrativa de Namíbia chamada Kunene.
Para a data do censo de população de 2001, o povo tinha 10.906 habitantes; a maioria deles da etnia damara.
Durante o período de ocupação de Namíbia (então chamado África do Sudoeste) por parte de África do Sul, e enquanto se aplicaram as políticas de desenvolvimento separado do apartheid, o povoado serviu como capital administrativa do bantustão de Damaraland.